# Пронский, Владимир Дмитриевич
Пронский Владимир Дмитриевич (настоящая фамилия Смирнов; род. 12 марта 1949; Пронск Рязанская область) — российский прозаик, член Союза писателей России.

## Биография
Работал токарем, водителем, корреспондентом, редактором. Автор романа-трилогии «Провинция слёз», романов «Племя сирот», «Три круга любви», «Казачья Засека», «Стяжатели», «Герань в распахнутом окне», «Апельсиновая девочка», «Послушание во славу», книги избранных рассказов «Лёгкая дорога» и других книг повестей и рассказов. Первая книга «Мягкая зима» увидела свет в издательстве «Современник» в 1987 году. Публиковался в журналах «Наш современник», «Молодая гвардия», «Подъём», «Север», «Роман-журнал ХХΙ век», «Москва», «Новая Немига литературная» (Беларусь), «Нива»(Казахстан), «Наша молодёжь», «Московский вестник», «Странник», «Родная Ладога», «Муравейник», «Вертикаль», «Мир женщины», «Фактор», «На боевом посту», «Проза», «Поэзия», «Играй, гармонь», «Охота и охотничье хозяйство», «Встреча», «Рязанский историк», «Studio D,Антураж», «Голос Эпохи», «Петровский мост», «Берега» и других, а также в альманахах «Литросс», «Коломенский альманах», «Факел», «Литературная Рязань», в коллективных сборниках, различных газетах, Интернет-журналах; в ближнем и дальнем зарубежье. Записаны аудиокниги по романам «Провинция слёз», «Казачья Засека», книге рассказов «Лёгкая дорога». Рассказ «Цапля» является образцом для написания сочинений для студентов и школьников, а само сочинение размещено в Интернете.
Первая публикация появилась на страницах районной газеты «Пронский рабочий» 12 сентября 1967 года. Менее чем через месяц был опубликован рассказ в центральной газете «Сельская жизнь», были и другие публикации того периода. По-настоящему автор пришёл к пониманию литературного творчества с началом работы над романом-трилогией «Провинция слёз» в 1979 году. В основе сюжета — история крестьянской семьи с главной героиней Надёжкой Савиной, прообразом которой явилась мать писателя — Смирнова Надежда Васильевна. 23 года автор отдал работе над своим главным произведением.
Владимир Пронский — лауреат премии имени А. С. Пушкина, Международной литературной премии имени Андрея Платонова «Умное сердце», лауреат премии Союза писателей России «Слово-2018», лауреат премии журнала «Молодая гвардия», премии журнала «Московский вестник». Секретарь Союза писателей России. Живёт в Москве.

## Общественная позиция
В 2022 году подписал письмо в поддержку российского военного вторжения на Украину.